# Pseudopterorthochaetes machadoi
Pseudopterorthochaetes machadoi är en skalbaggsart som beskrevs av Martinez 1970. Pseudopterorthochaetes machadoi ingår i släktet Pseudopterorthochaetes och familjen Hybosoridae. Inga underarter finns listade i Catalogue of Life.